# ジャスティス・スミス
ジャスティス・エリオ・スミス（Justice Elio Smith, 1995年8月9日 - ）は、アメリカ合衆国の俳優。2018年の映画『ジュラシック・ワールド/炎の王国』のフランクリン・ウェブ役、2019年の映画『名探偵ピカチュウ』のティム・グッドマン役で知られる。

## 生い立ち
カリフォルニア州ロサンゼルスで9人きょうだいの5人目として生まれる。父親はアフリカ系アメリカ人で、母親はイタリア人とフランス系カナダ人の家系。
2020年6月、クィアであること、ニコラス・アッシュと交際していることを自身のインスタグラムにて公表した。

## 経歴
2014年、スミスはニコロデオンのスーパーヒーロー・コメディシリーズ『超能力ファミリー サンダーマン』に出演し、2エピソードでアンガスを演じた。また、HBOのドキュメンタリーシリーズ『Masterclass』と『VlogBrothers』に出演した。2015年、ナット・ウルフとカーラ・デルヴィーニュ主演の『ペーパータウン』で主要キャストのマーカス・リンカーン（ラダー）を演じた。
2016年、Netflixのミュージカルドラマシリーズ『ゲットダウン』で主役のエゼキエルを演じブレイクした。2017年には「フォーブス30アンダー30」にリスト入りした。
2017年1月から3月4日まで、ニューヨークで行われたアナ・ジョーダンによるオフ・ブロードウェイの舞台『Yen』に出演し、ルーカス・ヘッジズと共演した。
2018年2月、スミスは『エブリデイ』に出演し、主役のリアノンのボーイフレンドのジャスティンを演じた。2018年6月には『ジュラシック・パーク』シリーズの『ジュラシック・ワールド/炎の王国』で主要キャストとなった。
2017年11月、同名のビデオゲームを原作とした実写映画『名探偵ピカチュウ』に出演することが報じられた。2018年7月、『最高に素晴らしいこと』に出演しエル・ファニングと共演することが報じられた。

## 主な出演作品

### 映画
| 公開年 | 邦題 原題                                                                            | 役                             | 備考           | 吹き替え                                          |
| ------ | ------------------------------------------------------------------------------------ | ------------------------------ | -------------- | ------------------------------------------------- |
| 2012   | Trigger Finger                                                                       | 男子生徒                       |                | N/A                                               |
| 2015   | ペーパータウン Paper Towns                                                           | マーカス・リンカーン（ラダー） |                | 内田雄馬                                          |
| 2018   | エブリデイ Every Day                                                                 | ジャスティン                   |                |                                                   |
| 2018   | ジュラシック・ワールド/炎の王国 Jurassic World: Fallen Kingdom                       | フランクリン・ウェブ           |                | 満島真之介（劇場公開版） 小野賢章（ザ・シネマ版） |
| 2019   | 名探偵ピカチュウ Pokémon Detective Pikachu                                           | ティム・グッドマン             |                | 竹内涼真                                          |
| 2020   | 最高に素晴らしいこと All the Bright Places                                           | セオドア・フィンチ             |                | 渡辺拓海                                          |
| 2021   | 観察者 The Voyeurs                                                                   | トーマス                       |                | 高橋英則                                          |
| 2021   | ロン 僕のポンコツ・ボット Ron's Gone Wrong                                           | マーク                         | 声の出演       | 宮崎遊                                            |
| 2022   | ジュラシック・ワールド/新たなる支配者 Jurassic World: Dominion                       | フランクリン・ウェブ           |                | 満島真之介（劇場公開版） 小野賢章（ザ・シネマ版） |
| 2023   | Sharper: 騙す人 Sharper                                                              | トム                           |                | 宮崎遊                                            |
| 2023   | ダンジョンズ&ドラゴンズ/アウトローたちの誇り Dungeons & Dragons: Honor Among Thieves | サイモン                       |                | 木村昴                                            |
| 2024   | 米国マジカル・ニグロ協会 The American Society of Magical Negroes                     | アレン                         | 日本劇場未公開 | 熊谷健太郎                                        |
| 2024   | テレビの中に入りたい I Saw the TV Glow                                               | オーウェン                     |                |                                                   |
| 2025   | Now You See Me 3                                                                     |                                |                |                                                   |

### テレビ
| 放送年    | 邦題 原題                                     | 役                             | 備考       | 吹き替え |
| --------- | --------------------------------------------- | ------------------------------ | ---------- | -------- |
| 2014      | Masterclass                                   | 本人                           | 計1話出演  | N/A      |
| 2014-2015 | 超能力ファミリー サンダーマン The Thundermans | アンガス                       | 計3話出演  |          |
| 2014-2015 | VlogBrothers                                  | 本人                           | 計3話出演  | N/A      |
| 2016-2017 | ゲットダウン The Get Down                     | エゼキエル・“ジーク”・フィゲロ | 主演       | 渡辺拓海 |
| 2021      | Generation                                    | Chester                        | 計16話出演 |          |

## 受賞とノミネート
| 年   | 賞                     | カテゴリー     | 対象                                | 結果       | 出典   |
| ---- | ---------------------- | -------------- | ----------------------------------- | ---------- | ------ |
| 2019 | ゴールデンラズベリー賞 | 最低助演男優賞 | 『ジュラシック・ワールド/炎の王国』 | ノミネート | [ 15 ] |